# Petronilla Bembo
Petronilla Bembo, död efter 1463, var en hertiginna av Naxos som gift med hertig Francesco II Crispo. 
Hon var mor till Giacomo III Crispo, som blev hertig av Naxos 1463, och regerade Naxos som regent under hans minderårighet.  